# Huang Xuechen
Huang Xuechen (em chinês:  黄雪辰, Huáng Xuěchén; Xangai, 25 de fevereiro de 1990) é uma nadadora sincronizada chinesa, medalhista olímpica. 

## Carreira
Huang representou seu país nos Jogos Olímpicos de 2008 e 2012, ganhando a medalha de bronze por equipes em Pequim. Em Londres foi prata por equipes, e no dueto foi bronze com a parceria de Liu Ou.
Na Rio 2016 ela conquistou a medalha de prata no dueto com Sun Wenyan. Com a equipe ela repetiu a medalha de prata de Londres 2012.